# Brachytarsina ethiopica
Brachytarsina ethiopica är en tvåvingeart som beskrevs av Theodor 1979. Brachytarsina ethiopica ingår i släktet Brachytarsina och familjen lusflugor.
Artens utbredningsområde är Etiopien. Inga underarter finns listade i Catalogue of Life.